# Blanc de blancs
Blanc de blancs betekent 'wit van witte'. Hiermee bedoelt men dat de witte wijn van witte druiven gemaakt is. Witte wijn kan ook van blauwe druiven gemaakt worden.
Bij champagne wordt champagne die alleen van de witte druiven van de chardonnay is gemaakt als "blanc de blancs" in de handel gebracht. Er is ook blanc de noirs.